# Zvjezdane staze (2009.)
Zvjezdane staze (eng. Star Trek) ime je 11. filma iz istoimenog znanstveno-fantastičnog serijala, snimljenog 2009. godine, u režiji J. J. Abramsa.

## Radnja
Radnja filma obuhvaća vrijeme između 2233. godine i 2387. godine, na početku filma upoznajemo roditelje čuvenog Jamesa T. Kirka, u prilično dramatičnim okolnostima - otac spašava živote posade, svoje supruge i tek rođenog djeteta tako što se žrtvuje s brodom čiji je kapetan postao 12 minuta ranije. James Tiberius Kirk je tipičan buntovni/problematični pubertetlija velikog talenta, ali na najboljem putu da ga utopi bilo u tučnjavama, prometnoj nezgodi u stilu Jamesa Deana ili na neki podjednako poetičan ali ipak prilično fatalan način. No na poticaj očevog prijatelja upisuje se na Akademiju Zvjezdane Flote, i do kraja filma uništi podosta negativaca uz pomoć Vulkanca Spocka, doktora McCoya, Sulua i Scottyja. Jedina razlika u odnosu na TOS je što lijepa Uhura više gleda Spocka nego kapetana, ali u filmu trajanja 127 minuta kapetan se ipak našao u krevetu sa ženskom pripadnicom rase zelene boje.

## Glavni likovi
- James T. Kirk - Chris Pine
- Spock - Zachary Quinto
- stariji Spock - Leonard Nimoy
- Nyota Uhura - Zoe Saldana

## Vanjske poveznice
- Službena stranica
- Službena stranica franšize Zvjezdane staze  Arhivirana inačica izvorne stranice od 9. travnja 2008. (Wayback Machine)
- Zvjezdane staze u internetskoj bazi filmova IMDb-a
- Zvjezdane staze na Rotten Tomatoes
- Zvjezdane staze na Box Office Mojo